# Marcel Dugas
Pour les articles homonymes, voir Dugas.

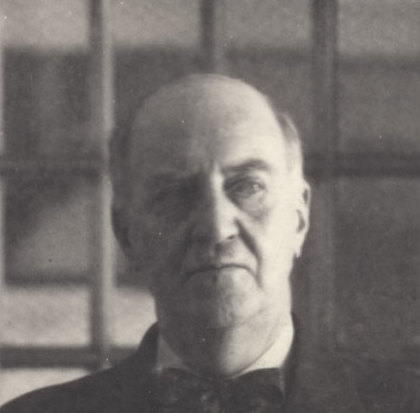

Marcel Dugas, né le 3 septembre 1883 à Saint-Jacques (Lanaudière) et mort le 7 janvier 1947 à Montréal, est un critique littéraire, poète et essayiste québécois. Il a collaboré à la revue Le Nigog, qui était engagée dans la lutte de la modernité contre le régionalisme (1918). Il a été le principal porte-parole des « exotiques » lors de la querelle du régionalisme au début du XXe siècle.
La rue Dugas de Montréal honore sa mémoire depuis 1962. La bibliothèque locale de Saint-Jacques où il est né porte également son nom (Bibliothèque Marcel-Dugas).

## Publications
- 1911 - Le théâtre à Montréal. Pages d'un Huron canadien, Paris.
- 1915 - Feux de Bengale à Verlaine glorieux.
- 1916 - Psyché au cinéma.
- 1917 - Versions. Louis le Cardonnel. Charles Péguy (voir Louis le Cardonnel et Charles Péguy)
- 1919 - Apologies, Montréal, Paradis-Vincent éditeurs, 1919
- 1929 - Littérature canadienne, Paris, Firmin-Didot, prix Marcelin Guérin de l'Académie française en 1930
- 1934 - Un romantique canadien: Louis Fréchette, 1839-1908, Paris, Éditions de la Revue mondiale.
- 1941 - Salve alma parens, Éditions du Chien d'Or
- 1942 - Approches, Québec, Éditions du Chien d'Or.
- 1944 - Paroles en liberté

Le fonds d’archives Marcel Dugas est conservé au centre d’archives de Montréal de Bibliothèque et Archives nationales du Québec.

## Distinctions
- 1910 - Médaille de l'Alliance française
- 1930 - Prix David
- 1930 - Prix Marcelin Guérin de l'Académie française